# Naturschutzgebiet Moorrinne von Klein Salitz bis zum Neuenkirchener See
Koordinaten: 53° 37′ 9,8″ N, 10° 59′ 52,8″ O

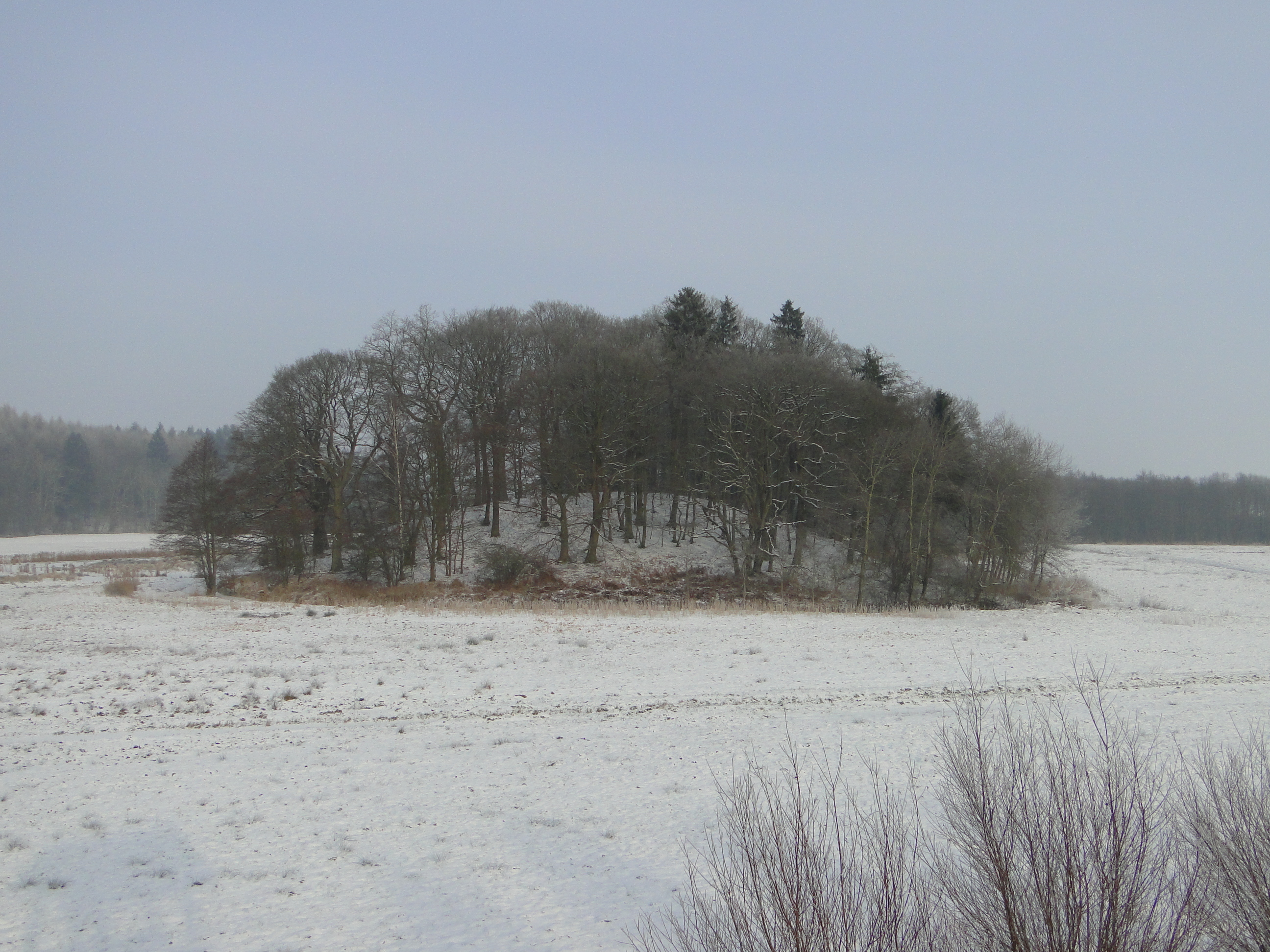
Turmhügel bei Neuenkirchen

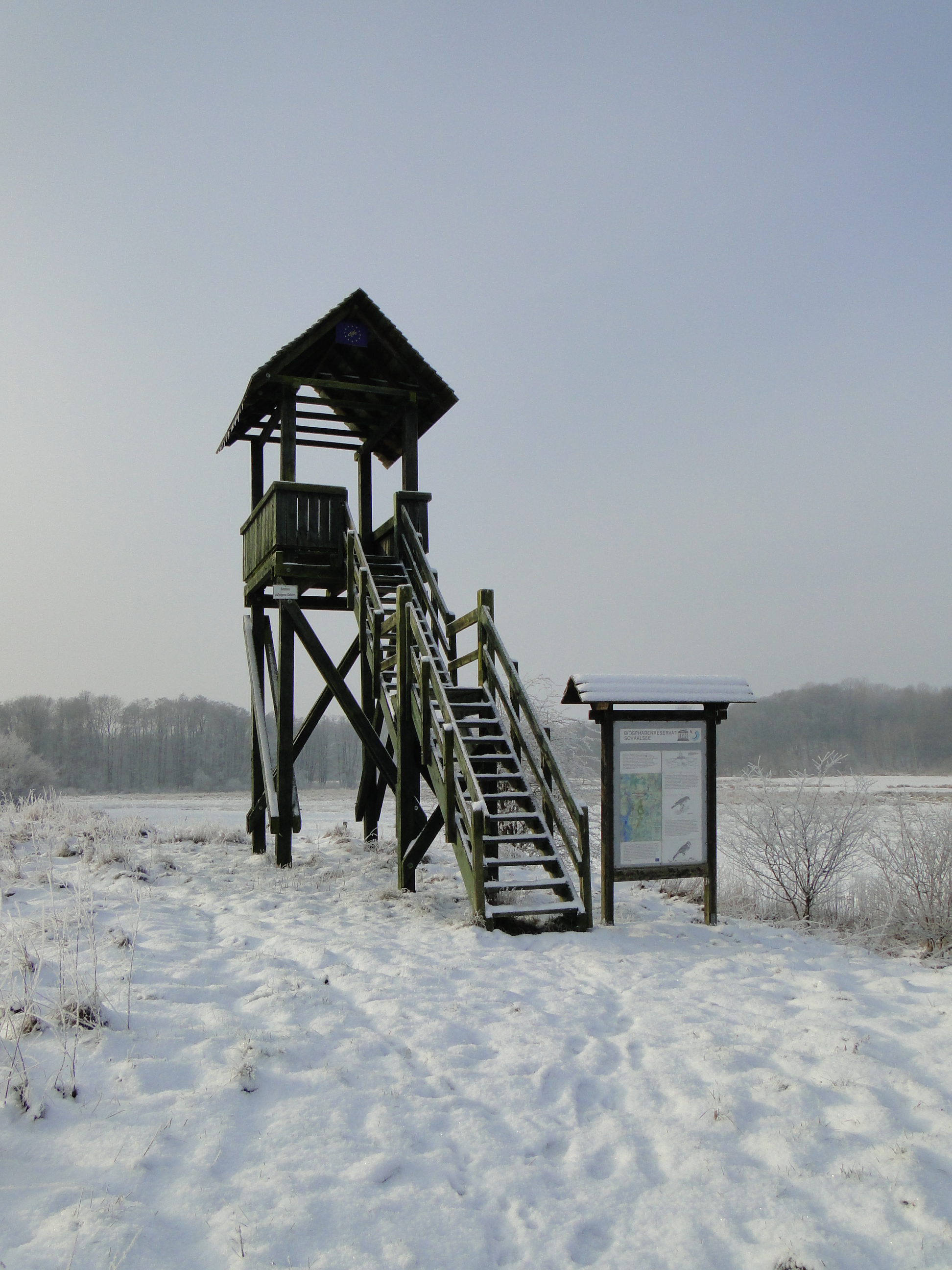
Aussichtsturm bei Neuenkirchen

Das Naturschutzgebiet Moorrinne von Klein Salitz bis zum Neuenkirchener See ist ein 932 Hektar umfassendes Naturschutzgebiet in Mecklenburg-Vorpommern zwischen den Ortschaften Lassahn, Kneese und Rögnitz. Die Unterschutzstellung erfolgte am 20. Oktober 1999. Das Naturschutzgebiet umfasst den Bachlauf der Kneeser Bek mit begleitenden Erlen-Eschenwäldern, Bruchwäldern und Moorbereichen. Es befindet sich im Biosphärenreservat Schaalsee.
Der aktuelle Gebietszustand wird als befriedigend angesehen, da der Wasserhaushalt durch anhaltende Entwässerung der Flächen gestört ist. Im Rahmen des LIFE-Projektes Feuchtlebensraummanagement im Biosphärenreservat Schaalsee wird versucht, den Wasserhaushalt der Flächen natürlicher zu gestalten.